# Freccia del Brabante 2003
La Freccia del Brabante 2003, quarantatreesima edizione della corsa, si svolse il 30 marzo su un percorso di 197 km, con partenza a Zaventem e arrivo ad Alsemberg. Fu vinta dall'olandese Michael Boogerd della squadra Rabobank davanti allo spagnolo Óscar Freire e all'italiano Luca Paolini.

## Ordine d'arrivo (Top 10)
| Pos. | Corridore         | Squadra        | Tempo    |
| ---- | ----------------- | -------------- | -------- |
| 1    | Michael Boogerd   | Rabobank       | 4h31'00" |
| 2    | Óscar Freire      | Rabobank       | a 9"     |
| 3    | Luca Paolini      | Quick Step     | s.t.     |
| 4    | Dave Bruylandts   | Marlux-Wincor  | s.t.     |
| 5    | Romāns Vainšteins | Vini Caldirola | a 2'09"  |
| 6    | Enrico Cassani    | Alessio        | a 2'20"  |
| 7    | Kurt-Asle Arvesen | Team Fakta     | s.t.     |
| 8    | Kim Kirchen       | Fassa Bortolo  | s.t.     |
| 9    | Serge Baguet      | Lotto-Domo     | s.t.     |
| 10   | Alberto Ongarato  | Domina Vacanze | s.t.     |